# Folk beat n. 1
Albums de Francesco Guccini
Due anni dopoI
(1970)
Folk beat n. 1  est le premier album du chanteur italien Francesco Guccini paru en 1967. Il constitue une anthologie de chansons composées par le chanteur de Modène dans les années 1960. Le disque contient trois chansons déjà connues que Guccini avait écrites pour l'Equipe 84 (Auschwitz et L'antisociale) et les Nomadi (Noi non ci saremo), plus quelques chansons inédites. 

## Titres de l'album
Toutes les chansons sont de Francesco Guccini :
| No  | Titre                                        | Auteur | Durée |
| --- | -------------------------------------------- | ------ | ----- |
| 1.  | Noi non ci saremo                            |        | 2:50  |
| 2.  | In morte di S. F.                            |        | 3:41  |
| 3.  | Venerdì santo                                |        |       |
| 4.  | L'atomica cinese –                           |        | 2:37  |
| 5.  | Auschwitz (la canzone del bambino nel vento) |        | 4:40  |
| 6.  | Talkin' Milano                               |        | 5:30  |
| 7.  | Statale 17                                   |        | 3:12  |
| 8.  | Il 3 dicembre del '39                        |        | 3:44  |
| 9.  | La ballata degli annegati                    |        | 2:28  |
| 10. | Il sociale e l'antisociale                   |        | 5:33  |

## Musiciens
- Francesco Guccini, guitare et chant
- Antonio Roveri, guitare
- Pinuccio Pierazzoli, basse
- Alan Cooper, harmonica et guitare